# Лавруша Євдокія Іванівна
Євдокія Іванівна Лавруша (15 жовтня 1889 , Херсон, Херсонська губернія, Російська імперія  — невідомо ) — український педагог, радянський державний діяч. Депутат Верховної Ради УРСР 1-го скликання (1938–1947).

## Біографія
Народилась 15 жовтня 1889 року в бідній робітничій родині у місті Херсоні, тепер Херсонська область, Україна. Батько працював матросом торгового судна, а потім фарбувальником-поденником, мати — прачкою. Закінчила народну школу. Змалку почала працювати, у 1909 році екстерном закінчила Херсонську жіночу приватну гімназію.
З 1909 року працювала вчителькою в селі Матвіївка Херсонської губернії, з 1910 року — у селі Новомиколаївка Херсонської губернії.
З 1918 року працювала в селі Велика Костромка вчителем початкових класів, а в 1938–1941 роках — директором Костромської початкової (середньої) школи Апостолівського району Дніпропетровської області.
Член ВКП(б) з 1929 року.
26 червня 1938 року обрана депутатом Верховної Ради УРСР 1-го скликання по Широківській виборчій окрузі № 192 Дніпропетровської області.
З 9 серпня 1941 року — в евакуації в Орджонікідзевському районі Дніпропетровської області, а з 1942 року — в Єревані, де працювала завучем у евакуйованому дитячому будинку, інспектором державного забезпечення родин військовослужбовців.
Наприкінці 1943 року повернулася з евакуації в Дніпропетровську область, з квітня 1944 року — завідувач Апостолівського районного відділу народної освіти (смт. Апостолове Дніпропетровської області).

## Нагороди
- орден Леніна (4.05.1939)
- заслужений вчитель УРСР